# Pieza dominicana
Pieza dominicana is een fossiele vliegensoort uit de familie van de Mythicomyiidae, die voorkwam in het Mioceen. De wetenschappelijke naam van de soort is voor het eerst geldig gepubliceerd in 2002 door Evenhuis.